# Antaplaga biundulalis
Antaplaga biundulalis är en fjärilsart som beskrevs av Philipp Christoph Zeller 1872. Antaplaga biundulalis ingår i släktet Antaplaga och familjen nattflyn. Inga underarter finns listade i Catalogue of Life.